# Keleti réticsiröge
A keleti réticsiröge (Sturnella magna) a madarak osztályának verébalakúak (Passeriformes) rendjébe, azon belül a csirögefélék (Icteridae) családjába tartozó faj.

## Rendszerezése
A fajt Carl von Linné svéd természettudós írta le 1758-ban, az Alauda nembe Alauda magna néven.

## Alfajai
- Sturnella magna alticola Nelson, 1900
- Sturnella magna argutula Bangs, 1899
- Sturnella magna auropectoralis G. B. Saunders, 1934
- Sturnella magna griscomi Van Tyne & Trautman, 1941
- Sturnella magna hippocrepis (Wagler, 1832)
- Sturnella magna hoopesi Stone, 1897
- Sturnella magna inexpectata Ridgway, 1888
- Sturnella magna lilianae Oberholser, 1930[2] vagy Sturnella lilianae[1]
- Sturnella magna magna (Linnaeus, 1758)
- Sturnella magna meridionalis P. L. Sclater, 1861
- Sturnella magna mexicana P. L. Sclater, 1861
- Sturnella magna paralios Bangs, 1901
- Sturnella magna praticola Chubb, 1921
- Sturnella magna quinta Dickerman, 1989
- Sturnella magna saundersi Dickerman & A. R. Phillips, 1970
- Sturnella magna subulata Griscom, 1934[2]

## Előfordulása
Kanada, az Amerikai Egyesült Államok, Mexikó, Kuba, Belize, Costa Rica, Guatemala, Honduras, Nicaragua, Panama, Salvador, Brazília, Kolumbia, Francia Guyana, Guyana és Suriname területén honos. Kóborlóként eljut Saint-Pierre és Miquelonon és Venezuelában is.
Természetes élőhelyei a szubtrópusi és trópusi legelők és cserjések, valamint szántóföldek és vidéki kertek. Vonuló faj.

## Megjelenése
Testhossza 24 centiméter, szárnyfesztávolsága 40 centiméter, testtömege 76-150 gramm.
|  |  |

## Szaporodása
|  |

## Természetvédelmi helyzete
Az elterjedési területe rendkívül nagy, egyedszáma egyes helyeken növekszik, de összességében gyorsan csökken. A Természetvédelmi Világszövetség Vörös listáján mérsékelten fenyegetett fajként szerepel.